# Vaux-lès-Mouzon

Vaux-lès-Mouzon este o comună în departamentul Ardennes din nordul Franței. În 1 ianuarie 2022 avea o populație de 72 de locuitori.